# Giải Vô địch Cờ tướng quốc gia 2025
Giải vô địch cờ tướng quốc gia năm 2025 là Giải vô địch cờ tướng Việt Nam lần thứ 34 của bảng nam và lần thứ 32 của bảng nữ. Giải đấu do Liên đoàn cờ tướng Việt Nam tổ chức ở thành phố Hồ Chí Minh từ ngày 19 tháng 4 năm 2025 đến ngày 27 tháng 4 năm 2025.
Giải đấu được chia làm 2 bảng: bảng nam và bảng nữ. Các kỳ thủ tranh tài ở 4 nội dung: cờ tiêu chuẩn, cờ nhanh, cờ chớp và cờ siêu chớp. Trong đó nội dung cờ siêu chớp lần đầu tiên được đưa vào chương trình thi đấu.
Ở nội dung quan trọng nhất là cờ tiêu chuẩn thì chức vô địch thuộc về Lại Lý Huynh của đội Bình Dương và Đàm Thị Thùy Dung  của đội Thành phố Hồ Chí Minh. Đây là chức vô địch quốc gia thứ 6 của Lại Lý Huynh và thứ 2 của Đàm Thị Thùy Dung.

## Kết quả

### Cờ tiêu chuẩn (60 phút tích lũy 30 giây có ghi biên bản)
Ở nội dung cờ tiêu chuẩn các kỳ thủ tham gia thi đấu 7 ván theo hệ thụy sĩ, chọn 8 kỳ thủ có kết quả tốt nhất vào vòng loại trực tiếp.
| Huy chương | Nam                                                   | Nữ                                                      |
| ---------- | ----------------------------------------------------- | ------------------------------------------------------- |
| Vàng       | Lại Lý Huynh (Bình Dương)                             | Đàm Thị Thùy Dung (TpHCM)                               |
| Bạc        | Nguyễn Thành Bảo (Bình Phước)                         | Hồ Thị Thanh Hồng (Bình Định)                           |
| Đồng       | Hà Văn Tiến (Bình Phước) Phan Thanh Giản (Bình Dương) | Nguyễn Hoàng Yến (TpHCM) Trần Thị Bích Hằng (Bình Định) |

### Cờ nhanh (10 phút tích lũy 5 giây)
Ở nội dung cờ nhanh các kỳ thủ tham gia thi đấu 8 ván theo hệ thụy sỹ, chọn ra 2 kỳ thủ có kết quả tốt nhất vào chung kết, 2 kỳ thủ có kết quả tốt tiếp theo tranh giải ba.
| Huy chương | Nam                                                        | Nữ                                                 |
| ---------- | ---------------------------------------------------------- | -------------------------------------------------- |
| Vàng       | Hà Văn Tiến (Bình Phước)                                   | Lại Quỳnh Tiên (TpHCM)                             |
| Bạc        | Nguyễn Minh Nhật Quang (TpHCM)                             | Hoàng Hải Bình (TpHCM)                             |
| Đồng       | Phan Nguyễn Công Minh (TpHCM) Nguyễn Anh Quân (Quảng Ninh) | Đàm Thị Thùy Dung (TpHCM) Cao Phương Thanh (TpHCM) |

### Cờ chớp (3 phút tích lũy 3 giây)
Ở nội dung cờ chớp các kỳ thủ tham gia thi đấu 8 ván theo hệ thụy sỹ, chọn ra 2 kỳ thủ có kết quả tốt nhất vào chung kết, 2 kỳ thủ có kết quả tốt tiếp theo tranh giải ba.
| Huy chương | Nam                                                       | Nữ                                              |
| ---------- | --------------------------------------------------------- | ----------------------------------------------- |
| Vàng       | Hà Văn Tiến (Bình Phước)                                  | Đàm Thị Thùy Dung (TpHCM)                       |
| Bạc        | Nguyễn Minh Nhật Quang (TpHCM)                            | Nguyễn Hoàng Yến (TpHCM)                        |
| Đồng       | Tôn Thất Nhật Tân (Đà Nẵng) Nguyễn Thành Bảo (Bình Phước) | Trần Tuệ Doanh (TpHCM) Cao Phương Thanh (TpHCM) |

### Cờ siêu chớp (1 phút tích lũy 2 giây)
Ở nội dung cờ siêu chớp các kỳ thủ tham gia thi đấu 8 ván theo hệ thụy sỹ, chọn ra 2 kỳ thủ có kết quả tốt nhất vào chung kết, 2 kỳ thủ có kết quả tốt tiếp theo tranh giải ba.
| Huy chương | Nam                                                  | Nữ                                                    |
| ---------- | ---------------------------------------------------- | ----------------------------------------------------- |
| Vàng       | Nguyễn Minh Nhật Quang (TpHCM)                       | Nguyễn Hoàng Yến (TpHCM)                              |
| Bạc        | Phí Mạnh Cường (Quảng Ninh)                          | Lê Thị Kim Loan (Hà Nội)                              |
| Đồng       | Lại Lý Huynh (Bình Phước) Đào Văn Trọng (Quảng Ninh) | Phùng Bảo Quyên (Bắc Giang) Nguyễn Phi Liêm (Đà Nẵng) |